# Ural-altaische Sprachen

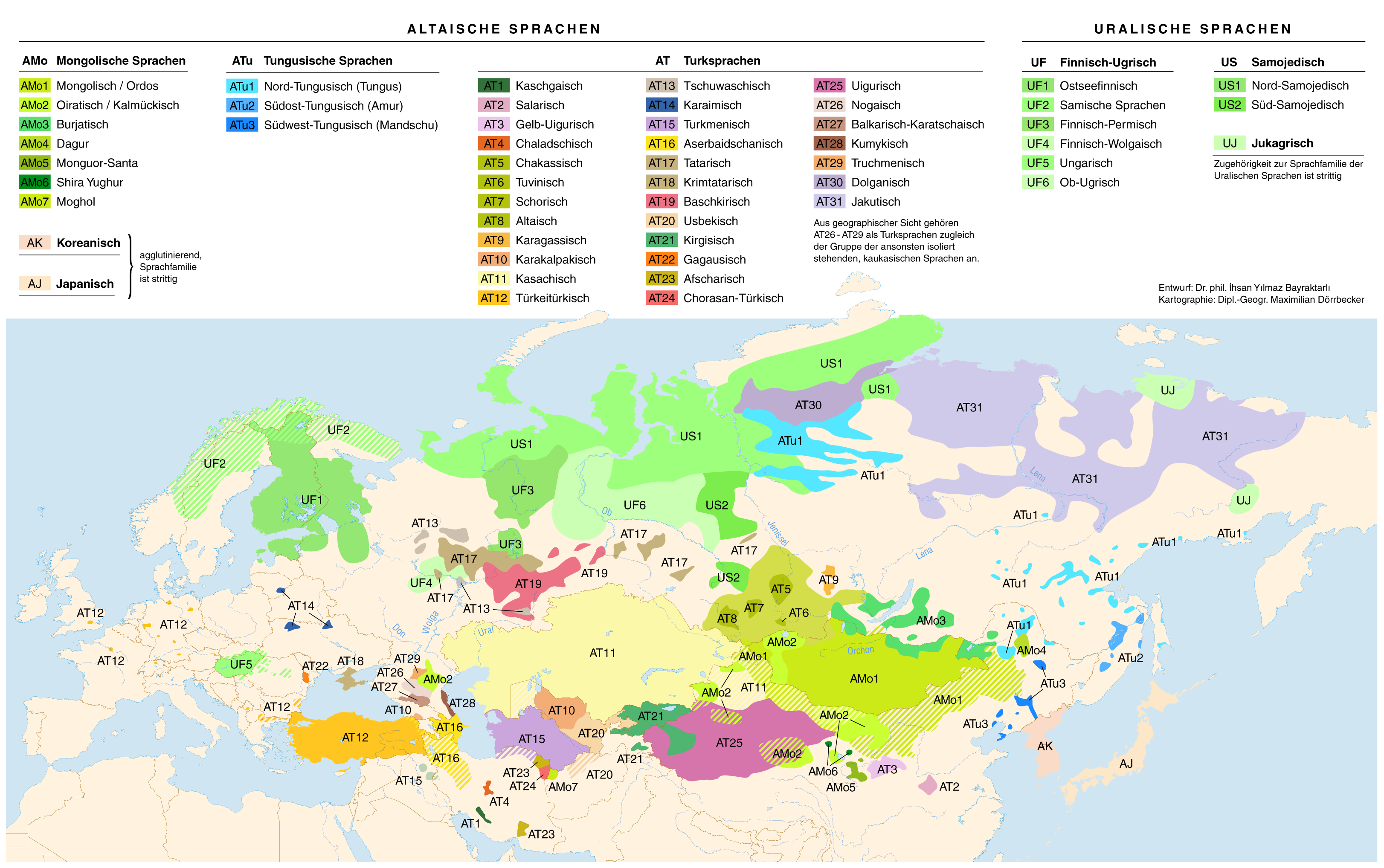
Verbreitung der altaischen und den uralischen Sprachen

Die ural-altaische Sprachgruppe (auch: Ural-altaische Hypothese) war das Resultat der wissenschaftlichen Erforschung einer möglichen genetischen Verwandtschaft zwischen den altaischen und den uralischen Sprachen. Die Idee kam während der frühen Untersuchungsphase der altaischen Sprachen auf.
Die ural-altaische Hypothese wird heute von wissenschaftlicher Seite vollständig abgelehnt. Dennoch existieren etliche Verbindungen zwischen den uralischen und den altaischen Sprachen, die historische Bindungen erkennen lassen (siehe auch nostratische Makrofamilie).
Schon Philipp Johann von Strahlenberg beschrieb 1730 gemeinsame Sprachcharakteristiken. Dann fasste Rasmus Christian Rask im ersten Drittel des 19. Jahrhunderts die späteren finno-ugrischen Sprachen, Turksprachen, samojedischen Sprachen, Eskimosprachen, kaukasischen Sprachen, und das Baskische zu der sogenannten  „skythischen“ Familie zusammen.
Die Annahme einer Verwandtschaft zwischen den „Finnischen“ und „Turksprachen“ geht auf Wilhelm Schott zurück. Die beobachteten Verwandtschaften beruhten auf Übereinstimmungen einfacher Silbenstrukturen, der Vokalharmonie, der Suffixagglutinationen, dem Fehlen eines Genus und der SOV-Stellung im Satzgefüge.

## Vokabelbeispiele
Im Folgenden gibt es einige Vokabelbeispiele:
| Uralische Sprachen      | Uralische Sprachen      | Uralische Sprachen      | Uralische Sprachen                | Uralische Sprachen    | Altaische Sprachen | Altaische Sprachen | Altaische Sprachen                       | Altaische Sprachen | Altaische Sprachen | Altaische Sprachen                 | Altaische Sprachen     | Altaische Sprachen                                      | Altaische Sprachen |
| Finno-ugrische Sprachen | Finno-ugrische Sprachen | Finno-ugrische Sprachen | Finno-ugrische Sprachen           | Samojedische Sprachen | Türkische Sprachen | Türkische Sprachen | Türkische Sprachen                       | Türkische Sprachen | Türkische Sprachen | Mongolische Sprachen               | Tungusische Sprachen   | Tungusische Sprachen                                    |                    |
| ----------------------- | ----------------------- | ----------------------- | --------------------------------- | --------------------- | ------------------ | ------------------ | ---------------------------------------- | ------------------ | ------------------ | ---------------------------------- | ---------------------- | ------------------------------------------------------- | ------------------ |
| Finnisch                | Karelisch               | Estnisch                | Ungarisch                         |                       | Urtürkisch         | Mitteltürkisch     | Kasachisch                               | Turkmenisch        | Tschuwaschisch     | Mongolisch                         | Urtungusisch           | Lamutisch                                               |                    |
| kieli Zunge, Sprache    |                         | keel Zunge, Sprache     | köl, keʌ (Chanty) Wort, Nachricht |                       | *kälä Rede         | kälä-čü Rede       |                                          |                    |                    | kele sprechen kelen Zunge, Sprache | kělě eine Braut werben |                                                         |                    |
|                         | nolg Schleim            | nõlg Schleim            | nyál Speichel                     |                       | *nal               |                    |                                          | yaš Träne          | sol                | nil-bu speicheln nil-bu-sun Träne  |                        | nala-kča, nala-klja feucht nol schwitzen no-hun Schweiß |                    |
| ole- sein, werden       |                         |                         | vol-                              |                       | wol-, bol-, ol-    |                    |                                          |                    |                    |                                    | o sein, werden         |                                                         |                    |
|                         |                         |                         | forog sich herumdrehen            |                       |                    |                    | or-t- Sprünge machen, hin- und herlaufen |                    |                    | (h)orči sich drehen                |                        |                                                         |                    |

Zu den altaischen Sprachen gehören die türkischen, mongolischen und tungusischen Sprachen. Zu den uralischen Sprachen gehören die finno-ugrischen Sprachen und die samojedischen Sprachen.